# Only You (chanson de Yuki Uchida)
Pour les articles homonymes, voir Only You.
Singles de Yuki Uchida
Ashita wa Ashita no Kaze ga Fuku
(1995) Baby's Growing Up
(1995)
Only You est le troisième single de Yuki Uchida, sorti le 21 avril 1995 au Japon sur le label King Records, deux semaines seulement après son précédent single Ashita wa Ashita no Kaze ga Fuku. C'est son premier single à être écrit et produit par Tetsuya Komuro. Il atteint la 2e place du classement Oricon, et reste classé pendant dix semaines, se vendant à 444 830 exemplaires durant cette période ; il restera le deuxième single le plus vendu de la chanteuse, après son futur Shiawase ni Naritai.
La chanson-titre a servi de thème musical à une publicité pour la marque Lotteria avec Uchida en vedette ; elle ne figurera sur son prochain album Mi-Chemin que dans une version remixée instrumentale en bonus, mais figurera dans sa version originale sur les compilations Present de 1997 et Uchida Yuki Perfect Best de 2010. Une autre version remixée figure en « face B » du single.

## Liste des titres
1. Only You (Original Mix) (5:46)
2. Only You (Jungle Mix) (5:10)
3. Only You (Original Karaoke Mix) (5:40)